# تحالف المحيط
تحالف المحيط أو عقيدة المحيط هي إستراتيجية سياسة خارجية دعت إسرائيل إلى تطوير تحالفات إستراتيجية وثيقة مع الدول الإسلامية غير العربية في الشرق الأوسط للتصدي للدول العربية الموحدة تجاه معارضة وجود إسرائيل. وأول من وضعها هو دافيد بن غوريون، أول رئيس وزراء لإسرائيل وتم اتباعها خصوصاً مع تركيا، إيران قبل الثورة، وإمبراطورية إثيوبيا. كان ينظر للصراع العربي الإسرائيلي لعقود طويلة على أنه صراع بين الدول العربية وإسرائيل بشكل أساسي، أكثر من كونه صراع إسلامي.
طبق نفس المبدأ مع الشعب البلوشي في ايران و باكستان، و الشعب الكردي أيضًا، الذي يشكل أقليات كبيرة في تركيا، وإيران والعراق وسوريا. قدم مسؤولون بالحكومة الإسرائيلية دعماً واسع للأحزاب الكردية لتطلعاتها بتحقيق قدر أكبر من الحكم الذاتي وحتى الاستقلال. احتفظت حكومة إقليم كردستان العراق بعلاقات علنية مع إسرائيل وتعتبر لوبي مؤثر لإقامة علاقات دبلوماسية طبيعية بين إسرائيل والعراق.

## روابط خارجية
- Treacherous Alliance By Trita Parsi (بالإنجليزية)